# Cultura Popular
Cultura Popular va ser un Comitè Nacional constituït amb la finalitat de coordinar les activitats culturals de les organitzacions i partits que integraven el Front Popular durant la revolució social espanyola de 1936, si bé l'inici de la guerra civil va obligar a tenir com a objectius prioritaris la creació de biblioteques en el front i als hospitals. L'origen de Cultura Popular van ser les biblioteques obreres que van sorgir en les dues últimes dècades del segle xix, en un intent de fomentar uns coneixements fora del control burgès, burocràtic o catòlic. L'organisme, pròxim al PCE, va generar ateneus, societats, cercles d'estudi, etc.

## Història
Cultura Popular es va constituir el 1936 com un Comitè Nacional integrat per organitzacions juvenils de diferents partits, promovent aquest mateix any l'obertura d'ateneus i cercles d'estudi de Cultura Popular que, al 1934, la política repressora del Bienni Negre havia ordenat que es tanquessin. Va prendre naturalesa d'organisme administratiu el 5 d'agost de 1936, data en què es va crear la Comissió Gestora del Cos de Facultatius d'Arxius, l'objectiu dels quals va ser posar «la cultura al servei de les masses populars espanyoles».
El Decret de 16 de febrer de 1937 va crear el Consell Central d'Arxius, Biblioteques i Tresor Artístic, format per tres seccions: Arxius, Biblioteques i Tresor Artístic. Al seu torn, la Secció de Biblioteques es dividia en biblioteques històriques, biblioteques científiques, biblioteques generals i foment bibliotecari. La secció de Biblioteques va estar dirigida i coordinada per Teresa Andrés Zamora, bibliotecària, i Juan Vicens de la Llave, inspector de biblioteques, afiliat al PCE.
La seva funció va ser la de coordinar els serveis que prestaven les biblioteques, a través d'una oficina central que seria l'encarregada d'organitzar el préstec de llibres d'una biblioteca a l'altra i, alhora, de centralitzar l'adquisició de novetats. Els fons de la Secció de Biblioteques estaven organitzats per seccions: d'ensenyament i universitats populars, missions populars, teatre, cinema-club, cors, folklore, arts plàstiques, esport, biblioteques, ateneus, publicacions. Entre els dies 20 i 25 de maig de 1935, durant la celebració del II Congrés Internacional de Biblioteques i Bibliografia, Jordi Rubió, en descriure el funcionament de les biblioteques de cultura popular, va deixar clar que no estaven controlades per bibliotecaris ni ningú que vigilés els préstecs de llibres, pel fet de ser tot el fons de lectura responsabilitat de cada soci.
La rebel·lió militar i el cop d'estat a Espanya de juliol de 1936 va obligar a donar prioritat a les biblioteques en les trinxeres i als hospitals. Donada la situació, a més dels donatius i del que es pressupostava per part de l'Estat, es va recórrer a la ‘socialització’ de biblioteques. Teresa Andrés va coordinar-ne totes les activitats, així com els cursets per a la formació del personal encarregat dels centres i el seus fons bibliogràfics.

## Activitats
Les activitats de Cultura Popular es van dur a terme des de les seus de Madrid, en principi, i de València després, quan el 31 d'octubre de 1937 el Govern s'hi va traslladar. L'ampli espectre de reunió cultural de les Missions Pedagògiques, adaptat als temps de guerra, va quedar determinat per activitats de propaganda i, molt aviat de socors social. Es van arribar a repartir diàriament 2000 periòdics i, setmanalment, 4000 exemplars de revistes com ara Socorro Rojo Internacional o Ahora ABC, i es va ampliar la producció de publicacions, que incloïa cartells i fullets. Es va inaugurar la Biblioteca Central de Consulta i Lectura, que quedà instal·lada a la seu de la Residència d'Estudiants, i es va crear la “Associació d'amics de la Cultura Popular” que, a més de quotes mensuals, feien aportacions personals en forma de feina. També es van dur a terme activitats culturals, com ara exposicions i lectures de poemes en programes de ràdio que emetien música.

## Confiscació i depuració
La Junta de Defensa Nacional del govern del general Franco, en la seva Ordre de 4 de setembre de 1936, va definir la gestió del Ministeri d'Instrucció Pública com a negativa, per tal com havia estat «donant suport a la publicació d'obres de caràcter marxista o comunista, amb les quals ha organitzat biblioteques ambulants i de les quals ha inundat les Escoles a costa del Tresor Públic», per la qual cosa en considerava la supressió i depuració com «un cas de salut pública» i ordenava la «confiscació o destrucció de totes les obres de matís socialista o comunista que es trobin en biblioteques ambulants i escoles (...), mentre que se n'autoritzen únicament aquelles el contingut de les quals respon als sans principis de la Religió i de la Moral cristianes».
La gestió revolucionària de Cultura Popular i, especialment, l'activitat bibliotecària republicana, desmantellades per la dictadura franquista, van tenir certa continuïtat a l'Amèrica Llatina, on el personal bibliotecari exiliat va poder construir «un segon renaixement cultural a l'exili».